# Ilemi-driehoek

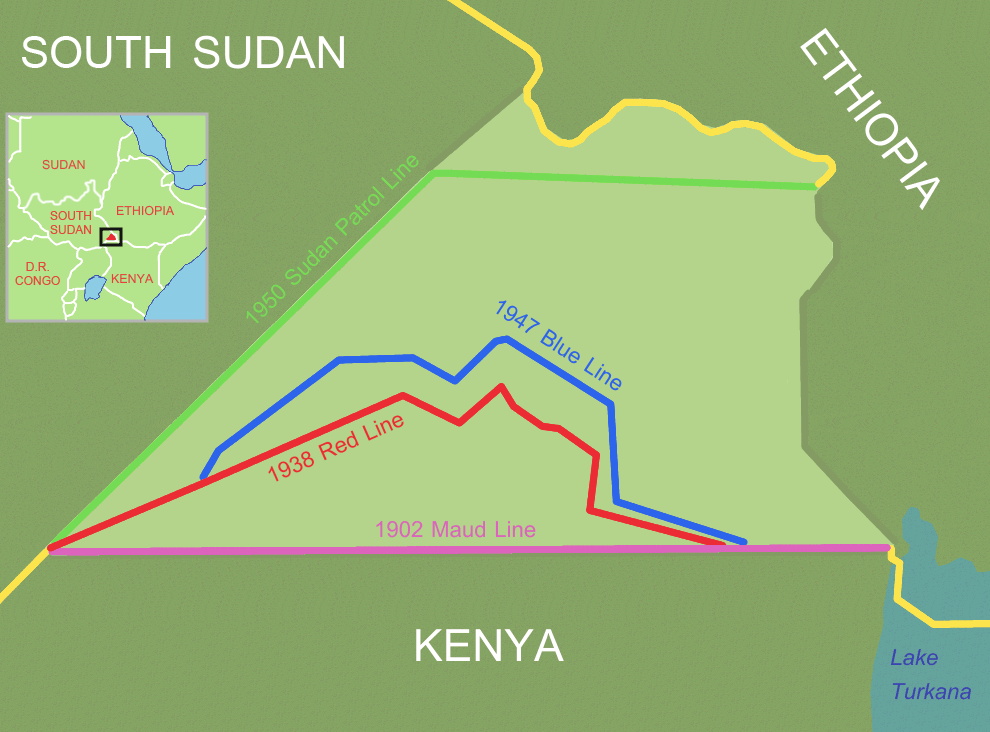
Kaart van de Ilemi-driehoek.

De Ilemi-driehoek (ook Elemi-driehoek) is een omstreden gebied waarop Kenia en Zuid-Soedan aanspraak maken.
Het wordt aangegeven met een oppervlakte tussen 10.320 en 14.000 km². Het gebied wordt anno 2010 geheel beheerst door Kenia. De onduidelijke toestand over aan welke staat het toebehoort ontstond doordat de verdragen uit de koloniale tijd niet precies geformuleerd waren. Een oplossing over de eenduidige loop van de grenzen is tot nog toe verhinderd door de instabiele betrekkingen in de regio (zoals de oorlog in Zuid-Soedan) en doordat het gebied economisch zo marginaal is.